# جمال الدين الحصيري
جمال الدين أبو المحامد محمود بن أحمد بن عبد السيد البخاري الحصيري التاجري الحنفي (546-636هـ) شيخ الحنفية، ولد سنة ست وأربعين وخمسمائة (546هـ)، وتفقه ببخارى وبرع، ولو أنه سمع في صباه لصار مسند زمانه، ولكنه سمع في الكهولة من أبي سعد عبد الله بن عمر بن الصفار، ومنصور بن الفراوي، والقاضي إبراهيم بن علي بن حمك المغيثي، والمؤيد الطوسي. وحدث بصحيح مسلم.
درس وناظر وأفتى وتخرج به الأصحاب، وسكن دمشق، وولي تدريس المدرسة النورية في سنة إحدى عشرة وستمائة (611هـ)، وكان ينطوي على دين وعبادة وتقوى، وله جلالة عجيبة، ومنزلة مكينة، وحرمة وافرة. وهو منسوب إلى محلة ببخارى ينسجون الحصر فيها.
توفي في ثامن صفر سنة ست وثلاثين وستمائة (636 هـ) وله تسعون سنة، وازدحم الخلق على نعشه، وحمله الفقهاء على الرؤوس، وكان يوماً مشهوداً، ودُفن بمقابر الصوفية.